# Volkstheater
Volkstheater (doslovný překlad „Lidové divadlo“) je vídeňské divadlo, po němž byla také pojmenována stanice metra. Má 832 míst a je druhým největším divadlem v Rakousku. Je řízeno jako společnost s ručením omezeným.

## Vznik
Divadlo bylo postaveno v roce 1889 na žádost vídeňských občanů, mezi nimiž byli dramatik Ludwig Anzengruber a výrobce nábytku Franz Thonet, aby nabídlo populární hry jako protiváhu Hofburgtheater. Projektantem historizující budovy ve čtvrti Neubau byli Ferdinand Fellner a Hermann Helmer.
Od roku 2005 provozuje Volkstheater ve čtvrti Margareten experimentální scénu nazvanou Volkstheater Hundsturm.
Volkstheater získal sedmnáctkrát Nestroyovu cenu.

## Čeští herci
- Pavel Landovský působil zde v letech 1975–1992
- Renata Olárová 1971–1997